# Parastrophius
Parastrophius Simon, 1903 è un genere di ragni appartenente alla famiglia Thomisidae.

## Distribuzione
Le due specie note di questo genere sono state rinvenute in Africa centrale (P. echinosoma) e in Pakistan (P. vishwai)

## Tassonomia
Un recente studio degli aracnologi Teixeira, Campos & Lise del 2014 ha messo in dubbio l'appartenenza degli esemplari in questione alla famiglia Thomisidae o ad una singola sottofamiglia.
Non sono stati esaminati esemplari di questo genere dal 1935.
A dicembre 2014, si compone di due specie:
- Parastrophius echinosoma Simon, 1903[2] — Camerun, Guinea Equatoriale
- Parastrophius vishwai Dyal, 1935 — Pakistan